# Submarino Tipo VIIC
Tipo VIIC foi uma classe de U-boots que serviu a Kriegsmarine durante toda a Segunda Guerra Mundial. Foram comissionados 568 submarinos do Tipo VIIC entre os anos de 1940 a 1945.
Estes submarinos não só pela quantidade de barcos que entraram em operação, mas também pela quantidade de navios Aliados afundados foram um dos principais protagonistas da Batalha do Atlântico.
O Tipo VII foi fabricado em 5 variantes: VIIA, VIIB, Tipo VIIC, Tipo VIIC/41 e Tipo VIIC/42.

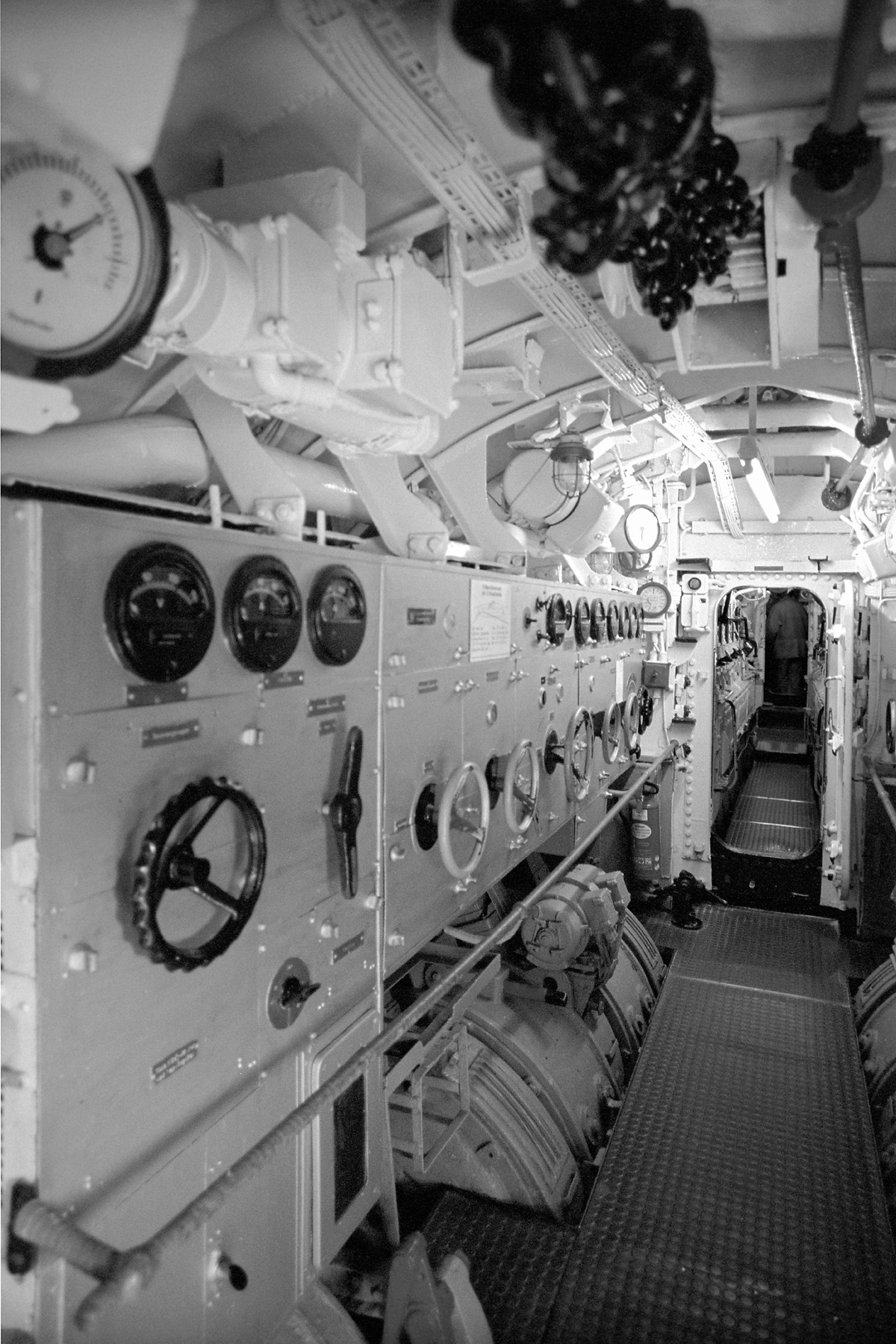
Sala de máquinas.

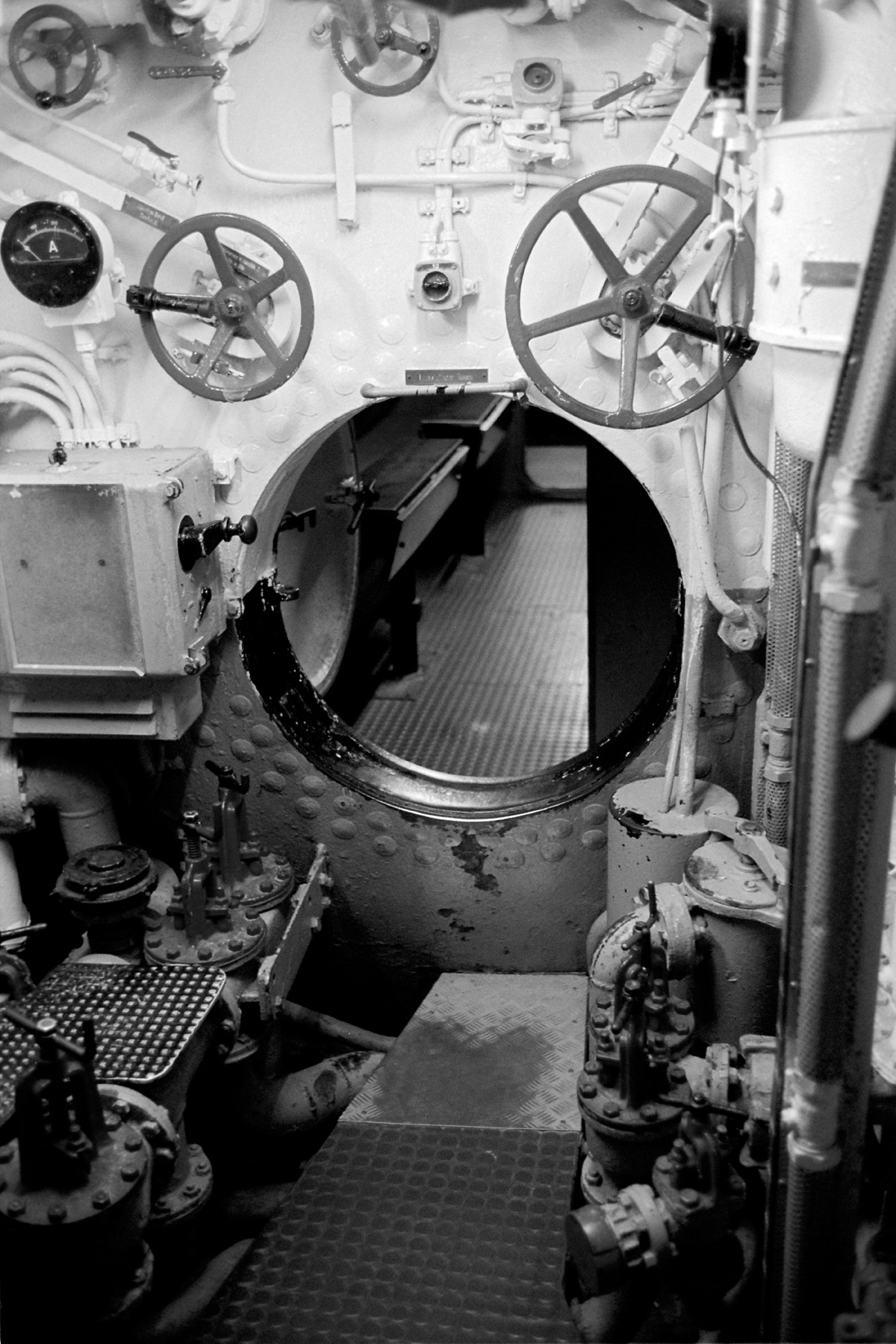
Escotilha interna central.

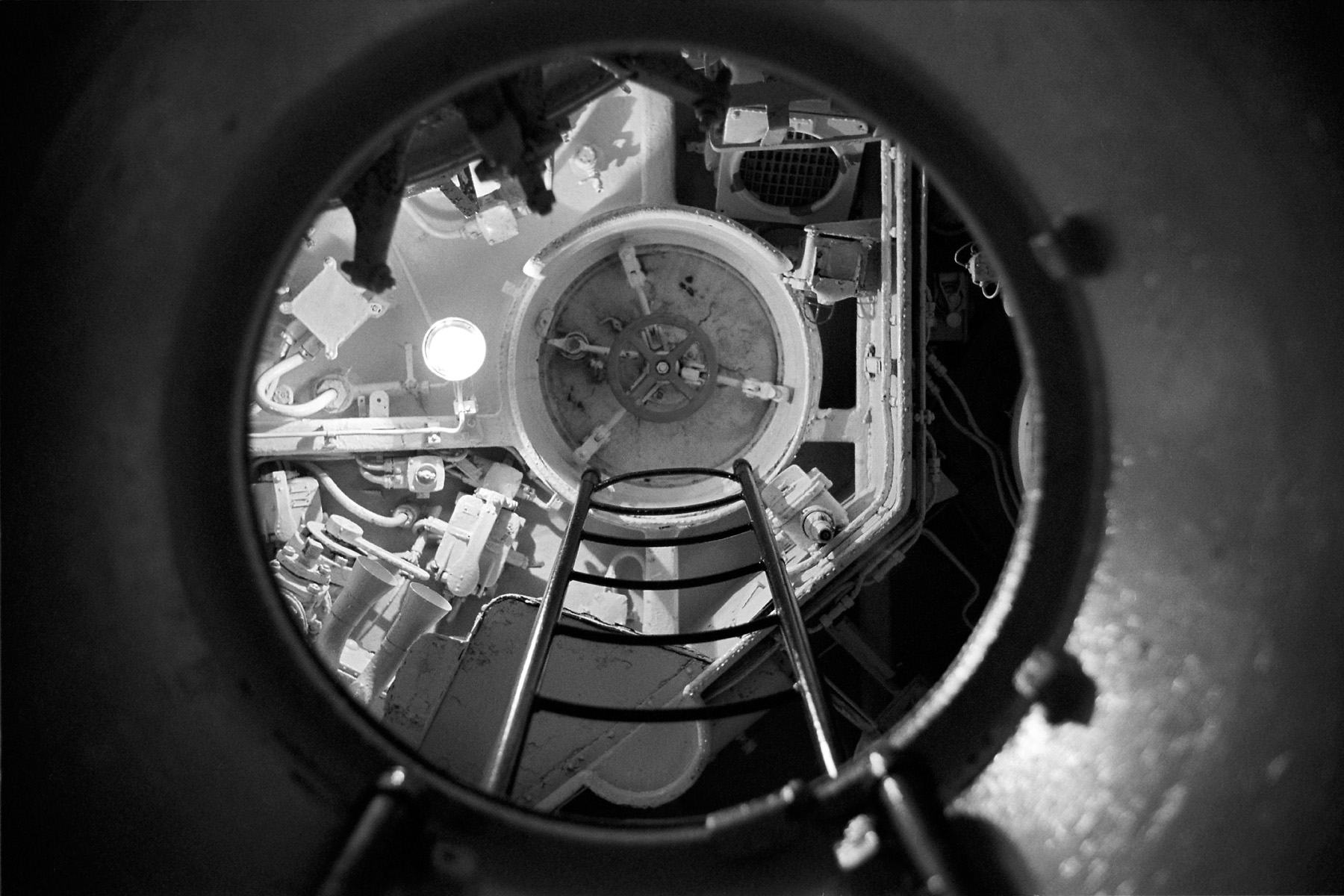
Escotilha de acesso externo ao u-boot pela torre.

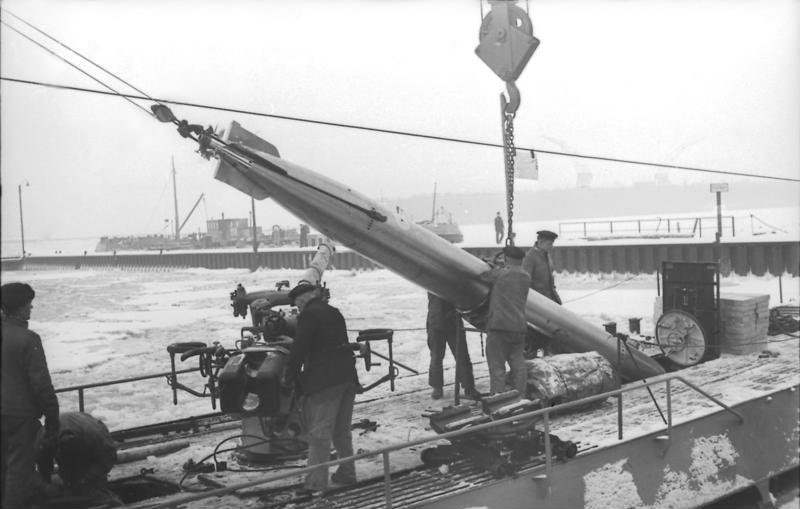
Sistema de carregamento de torpedos.

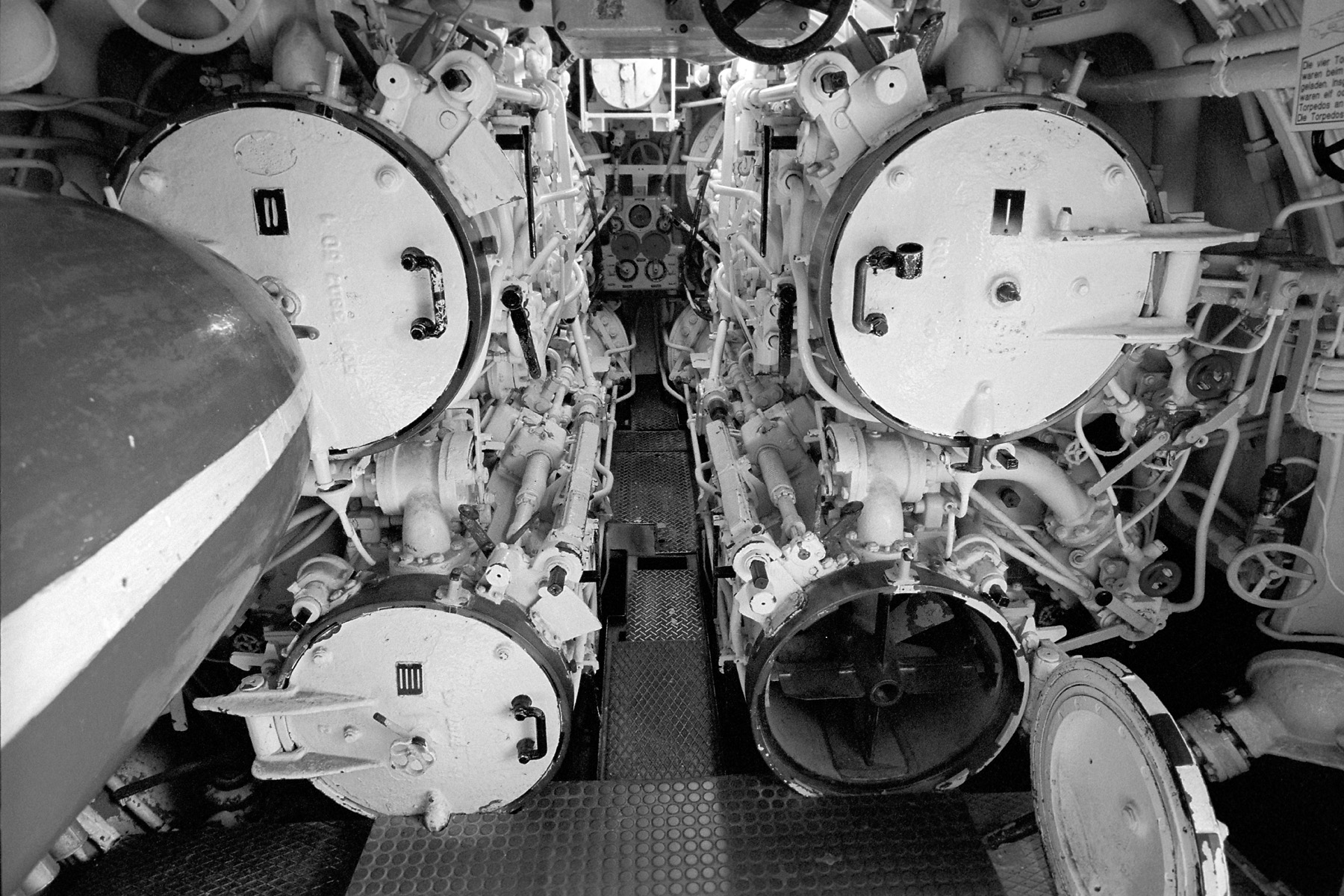
Sala de torpedos.

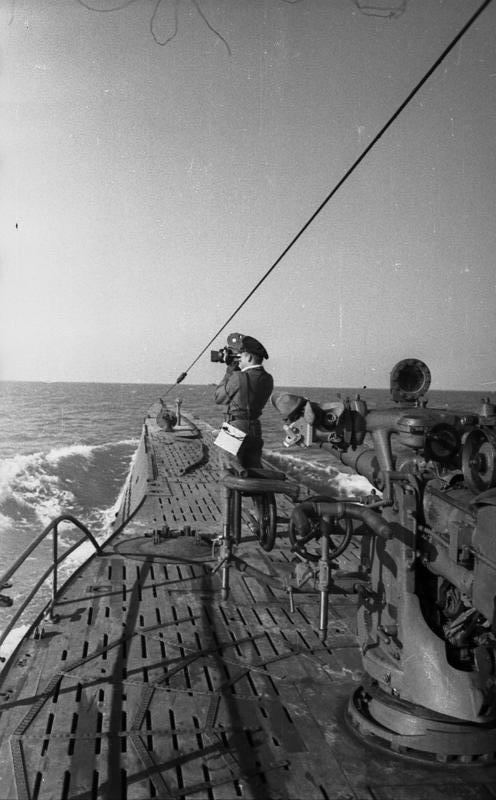
Canhão de deck do U-132 (Tipo VIIC).

O Tipo VIIC contava com um novo tipo de sonar, que fez com que o seu casco fosse alongado. Contava também com algumas pequenas melhorias mecânicas, relacionadas ao sistema elétrico, de filtragem de óleo e ar comprimido. 

## Características dos submarinos Tipo VII
| Classe                          | VIIA                               | VIIB                        | VIIC                        | VIIC/41                     | VIIC/42                     | VIID ¹                                                         | VIIF ²                                                          |
| ------------------------------- | ---------------------------------- | --------------------------- | --------------------------- | --------------------------- | --------------------------- | -------------------------------------------------------------- | --------------------------------------------------------------- |
| Deslocamento (superfície)       | 626 ton                            | 753 ton                     | 769 ton                     | 769 ton                     | 999 ton                     | 965 ton                                                        | 1084 ton                                                        |
| Deslocamento (submerso)         | 745 ton                            | 857 ton                     | 871 ton                     | 871 ton                     | 1099 ton                    | 1080 ton                                                       | 1181 ton                                                        |
| Comprimento total               | 64,5 m                             | 66,6 m                      | 67,.1 m                     | 67,1 m                      | 68,7 m                      | 76,9 m                                                         | 77,6 m                                                          |
| Comprimento casco sob pressão   | 44,5 m                             | 48,8 m                      | 50,5 m                      | 50,5 m                      | 50,9 m                      | 59,8 m                                                         | 60,4 m                                                          |
| Boca total                      | 5,85 m                             | 6,2 m                       | 6,2 m                       | 6,2 m                       | 6,85 m                      | 6,4 m                                                          | 7,3 m                                                           |
| Boca casco sob pressão          | 4,7 m                              | 4,7 m                       | 4,7 m                       | 4,7 m                       | 5 m                         | 4,7 m                                                          | 4,7 m                                                           |
| Altura                          | 4,4 m                              | 4,74 m                      | 4,74 m                      | 4,74 m                      | 5 m                         | 5 m                                                            | 4,9 m                                                           |
| Propulsão (superfície)          | 1,700 kW                           | 2,400 kW                    | 2,400 kW                    | 2,400 kW                    | 2,400 kW                    | 2,400 kW                                                       | 2,400 kW                                                        |
| Propulsão (submerso)            | 560 kW                             | 560 kW                      | 560 kW                      | 560 kW                      | 560 kW                      | 560 kW                                                         | 560 kW                                                          |
| Velocidade (superfície)         | 17 [[Nó (unidade)\|nós]] (31 km/h) | 17,9 nós (33 km/h)          | 17,7 nós (33 km/h)          | 17,7 nós (33 km/h)          | 18,6 nós (34 km/h)          | 16,7 nós (31 km/h)                                             | 17,6 nós (33 km/h)                                              |
| Velocidade (submerso)           | 8 nós (15 km/h)                    | 8 nós (15 km/h)             | 7,6 nós (14 km/h)           | 7,6 nós (14 km/h)           | 7,6 nós (14 km/h)           | 7,3 nós (14 km/h)                                              | 7,9 nós (15 km/h)                                               |
| Autonomia (superfície)          | 11 470 km                          | 16 095 km                   | 15 170 km                   | 15 725 km                   | 23 310 km                   | 20 720 km                                                      | 27 195 km                                                       |
| Autonomia (submerso)            | 175 km                             | 175 km                      | 150 km                      | 150 km                      | 150 km                      | 130 km                                                         | 140 km                                                          |
| Profundidade operacional máxima | 220 m                              | 220 m                       | 230 m                       | 250 m                       | 270 m                       | 200 m                                                          | 200 m                                                           |
| Profundidade máxima alcançada   | 230 a 250 m                        | 230 a 250 m                 | 250 a 295 m                 | 275 a 325 m                 | 350 a 400 m                 | 220 a 240 m                                                    | 220 a 240 m                                                     |
| Tripulação                      | 42 a 46                            | 44 a 48                     | 44 a 52                     | 44 a 52                     | 44 a 52                     | 46 a 52                                                        | 46 a 52                                                         |
| Canhão de deck                  | C35 88 mm/L45 com 220 tiros        | C35 88 mm/L45 com 220 tiros | C35 88 mm/L45 com 220 tiros | C35 88 mm/L45 com 220 tiros | C35 88 mm/L45 com 220 tiros | C35 88 mm/L45 com 220 tiros                                    | none                                                            |
| Armas antiaéreas                | C30 20 mm                          | C30 20 mm                   | Vários                      | Vários                      | Vários                      | 2×C30 20 mm com 4 380 projéteis                                | 3,7 cm Flak com 1 195 projéteis 2×C30 20 mm con 4 380 projéteis |
| Tubos lança-torpedo             | 4                                  | 4                           | 4                           | 4                           | 4                           | 4                                                              | 4                                                               |
| Tubos lança-torpedo de popa     | 1                                  | 1                           | 1                           | 1                           | 1                           | 1                                                              | 1                                                               |
| Torpedos (máximo)               | 11                                 | 14                          | 14                          | 14                          | 16                          | 14                                                             | 14 / 39                                                         |
| Minas                           | 22 TMA minas o 33 TMB minas        | 26 TMA minas                | 26 TMA minas                | 26 TMA minas                | 26 TMA minas                | 15 SMA minas en tubos verticais e 26 TMA minas ou 39 TMB minas | nenhuma                                                         |
| comissionados                   | 10                                 | 24                          | 568                         | 91                          | 0                           | 6                                                              | 4                                                               |

- Tipo VIID ¹: Versão especializada lança-minas.
- Tipo VIIF ²: Versão especializada para o transporte de torpedos.